# Pyrausta sabulosa
Pyrausta sabulosa là một loài bướm đêm trong họ Crambidae.